# Pomasqui
Pomasqui es una parroquia rural de las 65 que conforman el Distrito Metropolitano de Quito en Ecuador. Se encuentra situada al norte de la ciudad de Quito y sus límites los constituyen las parroquias de San Antonio de Pichincha, Cotocollao, Carcelén, Calderón y Calacalí. Su población en 2010 era de 28 910 habitantes.

## Toponimia
No existe un consenso sobre el significado del término «pomasqui». Una teoría sugiere que significa «tierra de pumas», otra que hace referencia a la existencia en el lugar de abundante piedra pómez e incluso existe una versión que lo atribuye a una planta cuya flor tiene forma de campana (poma). La hipótesis más aceptada afirma que proviene de la expresión quechua puma siqui, que significa «posaderas del puma» y hace referencia a la presencia en la región del león americano.

## Geografía física

Ubicación de Pomasqui dentro del Distrito Metropolitano de Quito

Limita al norte con San Antonio de Pichincha, al sur con Cotocollao y Carcelén, al este con Calderón y al oeste con Cotocollao y Calacalí.
Tiene una altitud media de 2400 m s. n. m., un clima semiárido, temperaturas que varían entre 12 y 18°C y una pluviosidad de entre 300 y 1100 mm. Su superficie es de 23,16 km². Se ubica en el Valle de Pomasqui, entre los cerros Casitahua y Pacpo.

### Sismicidad
Año de 1660, reventó [sic] el volcán de Pichincha. Año de 1662, ocurrió el terremoto.
Fachada de la iglesia de San Agustín (Quito)

Pomasqui se encuentra sobre la Falla de Quito, lo que la vuelve proclive a los sísmos. El tipo de suelo del lugar favorece la amplificación de las ondas sísmicas, lo que a su vez aumenta la probabilidad de que se produzcan terremotos de gran magnitud.

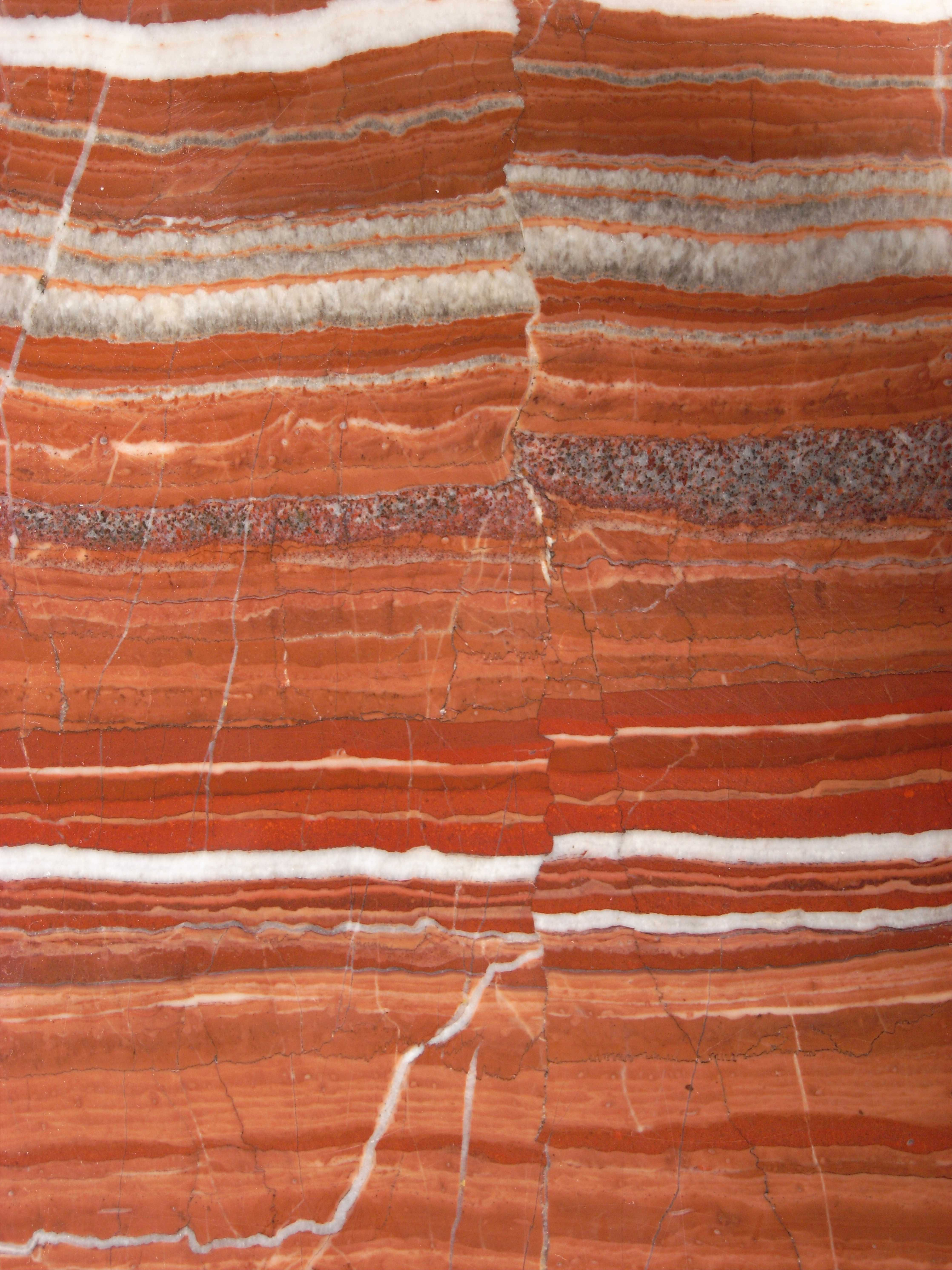
La Falla de Quito es de tipo inversa, con cada temblor el terreno se eleva ligeramente.

La historia sísmica de la región comenzó con el primer registro de un seísmo de gran magnitud ocurrido en 1587 (Terremoto de Quito de 1587), el cual estudios contemporáneos atribuyen una magnitud de 6,4 Mw. Otro terremoto de gran magnitud fue el del 26 de abril de 1755, el cual fue tan violento que los habitantes tuvieron que abandonar la ciudad y marcharse al campo durante varias de las ocho semanas que duraron las réplicas. El movimiento telúrico del 10 de agosto de 1990 es comparable en magnitud a los anteriores (5,3 Mw) y produjo daños considerables en 12 km a la redonda del epicentro. Este último causó daños en la mitad de las edificaciones y se perdieron bienes de interés histórico y cultural.

## Naturaleza
El territorio de la parroquia de Pomasqui se divide entre dos regiones biogeográficas: el Bosque y Arbustal semicaduco del norte de los Valles y el Bosque Protector Flanco Oriental de Pichincha y Cinturón Verde de Quito, el cual abarca el 65,7% del total de la superficie de la parroquia. Además parte del territorio de la Parroquia se encuentra dentro del Área de Reserva de Biósfera del Chocó Andino de Pichincha, declarada por UNESCO, el 26 de julio de 2018.

### Flora y fauna

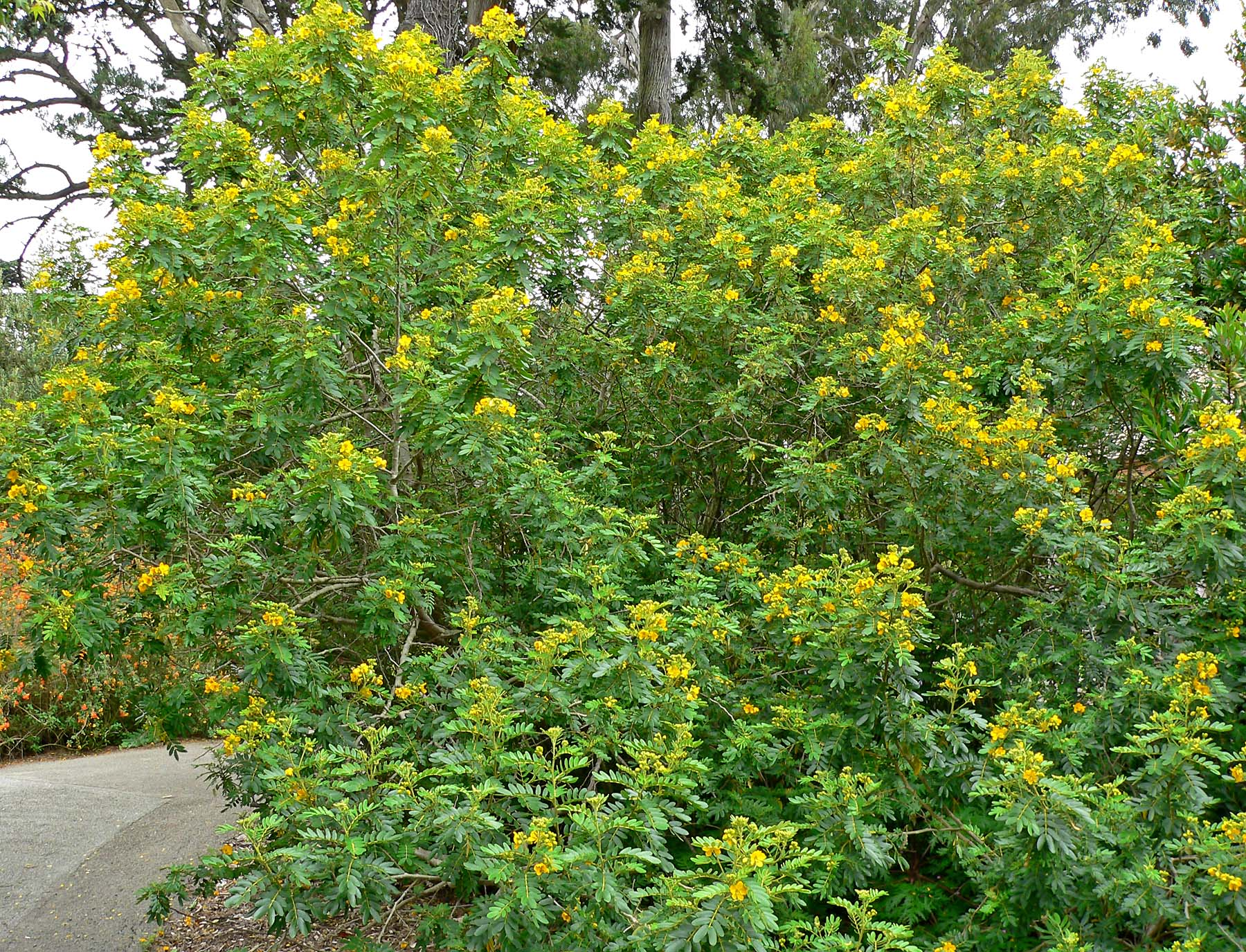
Ejemplar de Senna multiglandulosa, especie típica del bosque arbustivo semicaduco

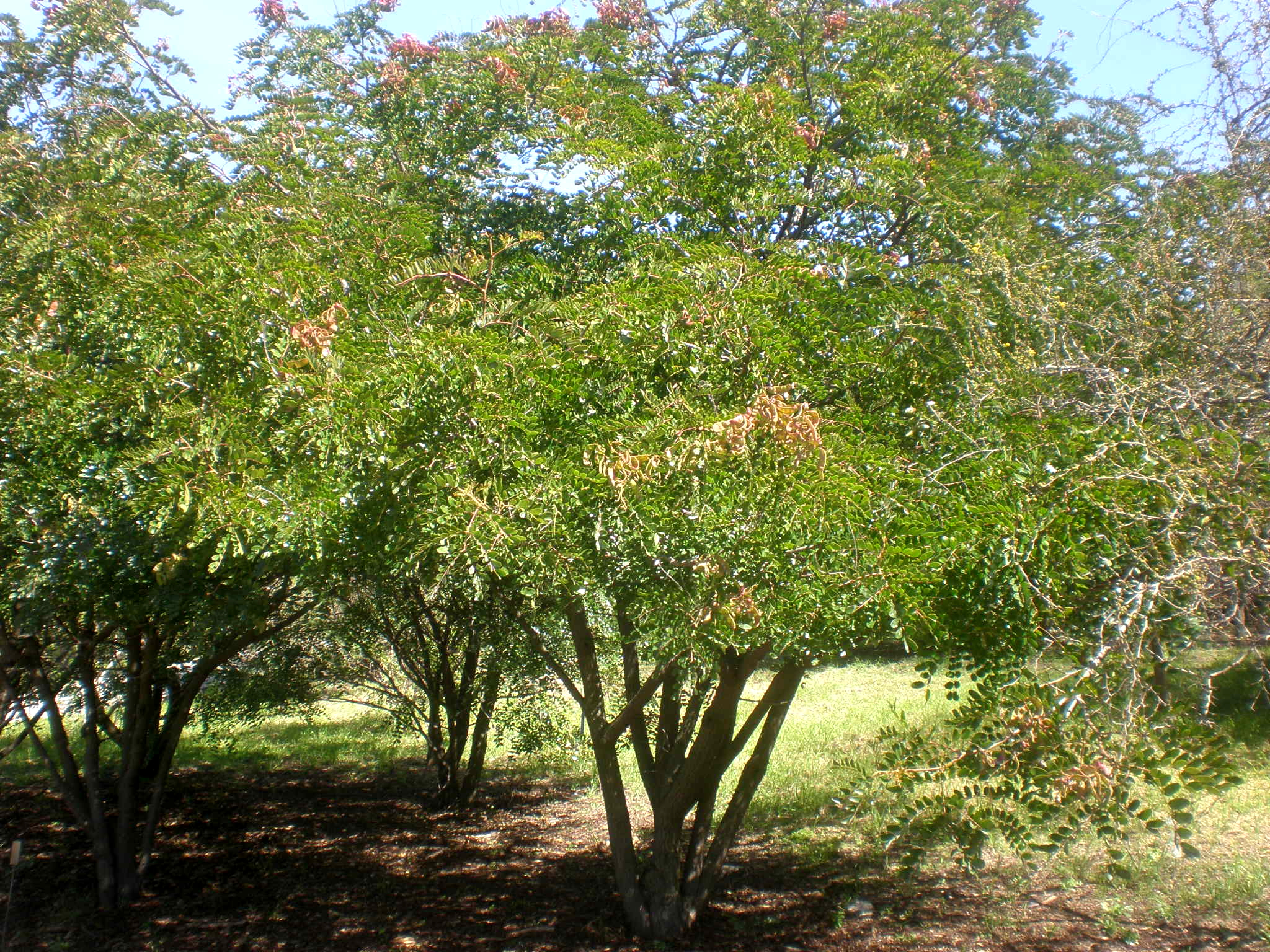
Caesalpinia spinosa, especie arbustiva nativa de Perú y Ecuador

En el bosque y arbustal semicaduco abundan las especies arbustivas como Croton spp. y Dodonaea viscosa, además es notable la presencia de arbustos con espinas, plantas suculentas y cactáceas. Entre las especies características se encuentran Acacia macracantha, Buddleja bullata, Caesalpinia spinosa, Leucaena leucocephala, Opuntia soederstromiana, Opuntia pubescens, Schinus molle, Tecoma stans Baccharis trinervis, Cestrum tomentosum, Cleistocactus sepium, Coursetia dubia, Coursetia racilis, Croton elegans, Croton wagneri, Dodonaea viscosa, Duranta dombeyana, Lantana amara, Salvia humboldtiana, Sida cordifolia, Senna multiglandulosa, Agave americana, Alternanthera porrigens, Bryophyllum delagoense, Bryophyllum pinnatum, Chamaesyce jamesonii, Echeveria quitensis, Epidendrum jamiesonis, Furcraea andina, Phaedranassa dubia, Puya aequatorialis, Setaria cernua, Tillandsia secunda, Tillandsia recurvata y Tillandsia usneoides.

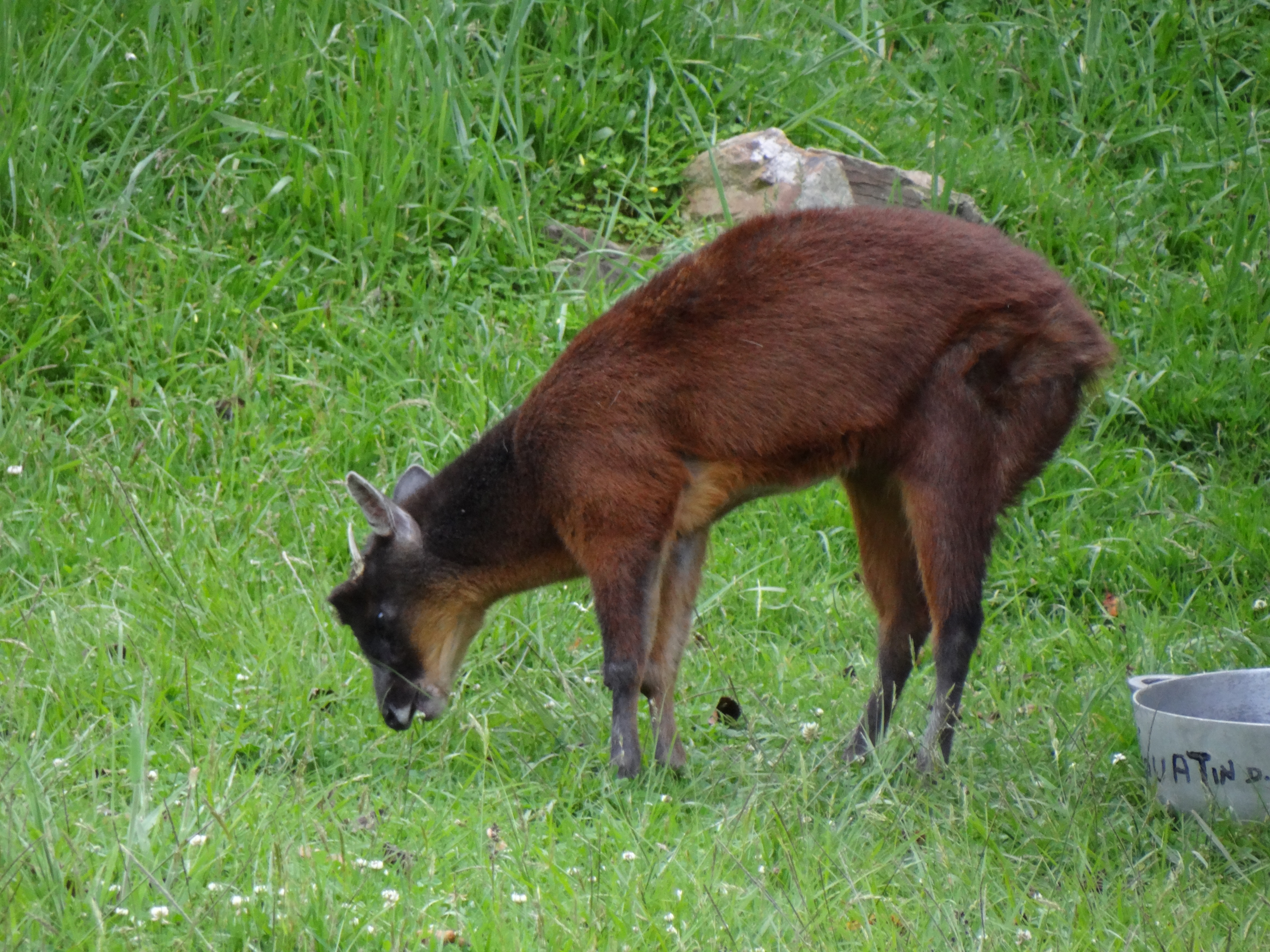
Corzuela roja o cervicabra (Mazama rufina), habitante del bosque protector

Mientras que en el Bosque Protector se pueden encontrar arrayanes (Myrciantes halii), cedros (Cedrella spp.), chilcas (Baccharis spp.), chuquiraguas (Chuquiragua spp.), colcas (Miconia spp.), lecherillos o cauchines (Euphorbia spp.), moras (Prunus spp.), mortiños (Vaccicum spp.), pumamaquis (Oreopanax spp.), suros (Chasquea scandens), tréboles (Lupinus spp.) y valerianas 
(Valeriana spp.). Y las siguientes especies animales: conejo (Sylvilagus brasiliensis), cervicabra (Mazama rufina), lobo (Dascicyon culpaeun), puma (Felis concolor), raposa (Dasicyon spp.), perdiz de páramo (Notoprocta spp.), pava de monte (Penelope mantagni) y torcaza (Columba fasciata).

## Historia

### Prehispánica
Existe una hipótesis no verificada por la arqueología, que surge de estudios antropológicos, que afirma que el Valle de Pomasqui estaba habitado por la etnia preincaica de los caranquis. Sin embargo, la evidencia sugiere que la zona de la actual Pomasqui no tuvo una población relevante al menos hasta la época incaica o tal vez ni siquiera estaba habitado.

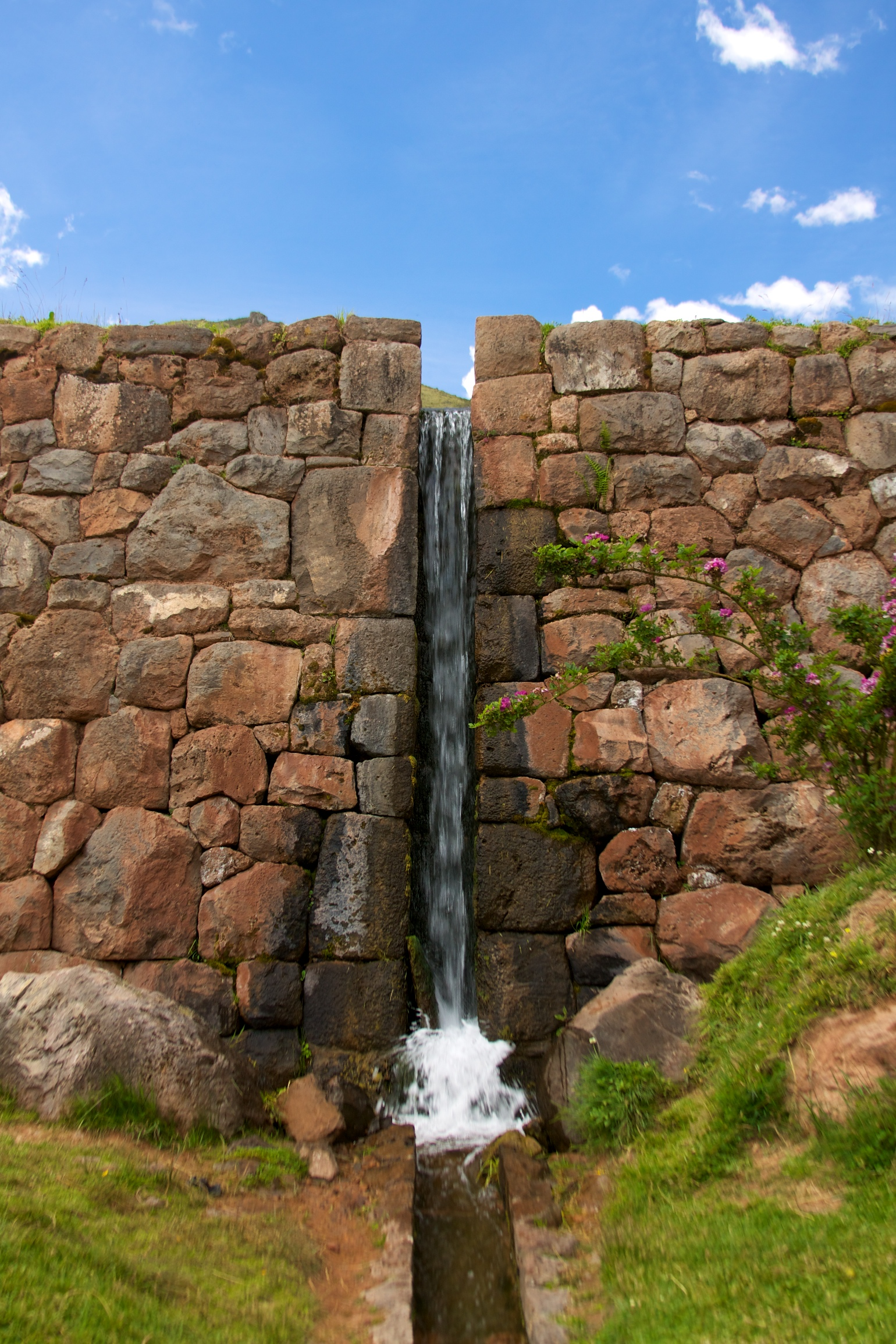
En la zona de Pomasqui, los incas practicaron la agricultura mediante andenes irrigados por canales similares a éste que se encuentran en Cuzco

La historia inca tradicional atribuye la conquista del territorio de la etnia caranqui para el imperio Inca a Túpac Yupanqui mediante una acción bélica. Y su consolidación, a Huayna Cápac a comienzos del siglo XVI. Pero esto se contradice con la arqueología que evidencia una ocupación paulatina, en donde diversos pactos con los jefes caranquis los fue sometiendo al poder imperial de manera gradual y pacífica. Según el Acta de Fundación de la Reducción de Pomasqui la zona fue poblada con indígenas traídos de Cuzco por Túpac Yupanqui para que labraran la tierra, lo que sugiere que anteriormente estaba deshabitada. Un documento de 1587 afirma que Hayna Cápac envió a la zona mitimaes cuzqueños, que resultaron ser la mayoría de la población en aquella época. Con el tiempo, los mitimaes se asentaron definitivamente integrándose a quienes ya vivían allí y fueron sus descendientes quienes habitaban el lugar durante la fundación formal en la época hispánica.

### Época hispánica
Tras la Conquista del Perú la zona pasó al control del Imperio español, bajo cuya administración formó parte del Corregimiento de Quito. Inmediatamente después de la fundación de Quito en 1534, las tierras de Pomasqui fueron adjudicadas por el cabildo a Francisco Pizarro, quien donó parte de ellas a quienes serían sus primeros vecinos. Dichas tierras estaban muy bien consideradas, debido a las acequias de irrigación construidas por los incas. Posteriormente, en 1565, las tierras fueron entregadas por el presidente de la Real Audiencia de Quito, Hernando de Santillán y Figueroa, a la Orden Franciscana.
La fundación formal se llevó a cabo el 27 de julio de 1573 con el nombre de «Santa Clara y Rosa de Pomasqui», aunque se desconoce exactamente por quién fue llevada a cabo. Hecho que fue ratificado con una misa el 12 de agosto del mismo año, en memoria del bicentenario de Clara de Asís y el aniversario del fallecimiento de Rosa de Lima, declaradas entonces sus patronas y protectoras.
La zona se destinó principalmente a la producción de frutas y verduras, con el fin de abastecer el mercado de Quito. El virrey Francisco de Toledo (1569-1581), intentó promover y desarrollar la vitivinicultura, pero ésta se abandonó por resultar inviable.
La inmigración de población blanca a Pomasqui estuvo estrechamente relacionada con la ubicación del poblado en una vía de paso entre las provincias del norte y la ciudad de Quito, sobre todo desde el siglo XVIII, luego de que el sabio Pedro Vicente Maldonado trazara su famoso "camino a Esmeraldas".

### Los siglosXXyXXI
Durante los años 1960 y 1970 se produjo en Ecuador un proceso de migración interna del campo a la ciudad, siendo el principal receptor de población el Distrito Metropolitano de Quito en su conjunto. Según el historiador Juan Paz y Miño, los principales motores de dicha migración fueron la reforma agraria de 1964 y el proceso de industrialización iniciado en 1970. Pomasqui fue la cuarta parroquia que más población recibió, luego de Calderón, Tumbaco y San Antonio.
La Institución Educativa "Pomasqui" fue creada mediante Decreto Supremo 1145 publicado en el Registro Oficial 161 del 2 de octubre de 1972. Inicia con 42 estudiantes y seis maestros. Por primera vez la comunidad contó con el primer colegio fiscal, el que funciono donde hoy es el gobierno parroquial. Actualmente está ubicado en la Avenida Manuel Córdova Galarza y Santa Teresa

## Urbanismo
Pomasqui es fundamentalmente una zona residencial, aunque gran parte de su superficie está cubierta por zonas protegidas. La mayor parte de la población se concentra en el trayecto de la Autopista Manuel Córdova Galarza. La expansión urbana está limitada por la orografía del lugar, debido principalmente a los cerros circundantes y al río Monjas, quedando muy poca superficie disponible para nuevos asentamientos.

### Barrios
La parroquia está formada por los siguientes barrios:
| - Abdón Calderón - Alugulla - Central - El Común - Kennedy | - La Herlinda - La Merced - La Pampa - Las Tolas - Santa Teresa | - Santa Rosa - Señor del Árbol - Simón Bolívar - Santa Clara | - Santa Martha - San José - San Carlos - Veintimilla - 27 de julio |

### Arquitectura
Pomasqui es uno de los asentamientos españoles más antiguos de Ecuador, por lo que tuvo una influencia directa en la arquitectura colonial de la zona. La presencia de canteras determinó que la construcción de las edificaciones más importantes se realizara en piedra. 
 Prácticamente no quedan vestigios de la arquitectura prehispánica. Luego del terremoto de 1990, la ciudad se reconstruyó en gran medida, modernizándose sus edificios y extendiéndose el uso del hormigón armado.
Al año 2004, veinte edificios estaban catalogados como «bienes de interés histórico y cultural». Entre ellos se encuentran el monasterio de la Convalecencia, convento franciscano del año 1700 y lugar donde funcionó la primera biblioteca de América Latina, y la capilla El señor del árbol, cuyo edificio data del siglo XVII.

## Cultura

### Festividades religiosas
El Señor del Árbol
El segundo domingo de julio se celebra la fiesta de El Señor del Árbol, en donde se venera una imagen de Jesucristo tallado en madera. La imagen representa un Cristo crucificado tallado en madera de quishuar (Buddleja incana), la misma es de autor desconocido. La veneración de imágenes de Jesucristo talladas en madera data de la primera mitad del siglo XVII y tuvo su origen Chile, desde donde se expandió a otras regiones del Virreinato del Perú.